# Bashtovai vár
A bashtovai vár vagy Bashtova vára (albán Kalaja e Bashtovës) egy 15. századi velencei erőd romja Közép-Albániában, Tirana megyében, Rrogozhina városától 15 kilométerre délnyugatra, a Shkumbin folyó adriai-tengeri torkolatvidékén, a Shkumbin kanyarulatában elterülő, szántóművelés alatt álló síksági területen. 2017-ben felkerült Albánia világörökségi javaslati listájára.

## Története
A helyszínen az 1910-es években ásatásokat végző osztrák régészek, Camillo Praschniker és Arnold Schober eredményeik közzétételekor a késő ókorra, a 6. századra tették a vár keletkezését. Újabb feltárások rávilágítottak ugyan, hogy a falazáshoz valóban felhasználtak késő ókori, kora középkori eredetű cserépdarabokat is, de az épületszerkezet egészének vagy alapjainak ókori eredete nem igazolható. Írott források alapján az erődöt az albán partvidék egy részét elfoglaló Velencei Köztársaság építtette, valószínűleg az 1467 és 1478 közötti években, de legkésőbb 1501-ben, amikor a terület oszmán kézre került. A bashtovai vár tipológiailag és építészetileg erőteljes rokonságot mutat a velenceiek által a szintén a Shkumbin mellett, Peqinben épített erőddel. A szórványos régészeti feltárások alapján a vár építéstörténetének két korszaka különíthető el. Az észak- és délkeleti védmű, valamint az északnyugati falnak a várkapuig húzódó szakasza megőrizte az eredeti, cseréppel vegyített 15. századi kőfalazatot, míg az azóta elpusztult, a Shkumbin folyóra néző délnyugati fal későbbi építésű lehetett. Ez utóbbi falszakasz akár többszöri pusztulására vethet fényt a 17. században itt járt Evlija Cselebi tanúsága, aki leírta, hogy a vár folyó felőli falát egy áradás elpusztította.

## Leírása
A síkságon álló, romos állapotú vár megközelítőleg rombusz alaprajzú. A meglehetősen romos kaputorony a 60 méteres hosszúságú északnyugati falon nyílik. Ehhez csatlakozik a teljes, 90 méteres hosszúságában fennmaradt, az országút felé forduló északkeleti fal, amelyet középen egy négyszög alapú torony, a sarkokon pedig körbástyák tagolnak. A 70 méteres hosszúságú délkeleti fal szintén fennmaradt, de az azt lezáró déli körbástya, ahogy a teljes, 90 méteres délnyugati fal is, napjainkra elpusztult. Az épen maradt falak magassága eléri a 9, vastagságuk az 1 métert, tetejükön csipkézett, lőrésekkel tagolt mellvéd és gyilokjáró fut körbe, amelyre a várudvar felől lépcsők vezetnek fel. A fennmaradt tornyok és bástyák magassága eléri a 12 métert.

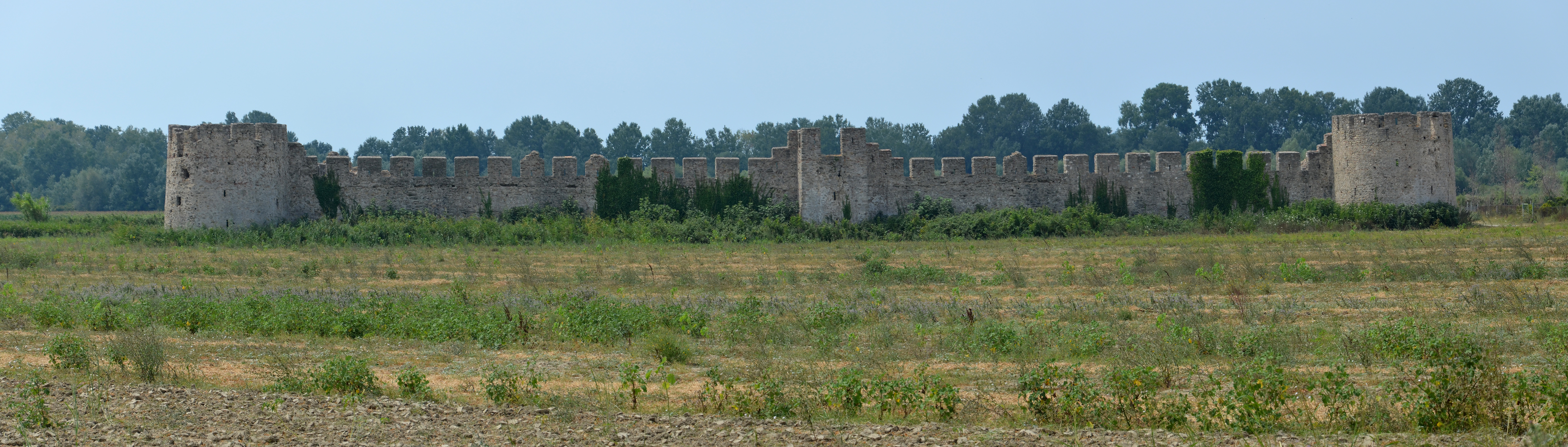
A bashtovai vár északkeleti fala